# 1170 dans les croisades
Cette page regroupe les évènements concernant les Croisades qui sont survenus en 1170 :
- 29 juin : un tremblement de terre dévaste Antioche, Lattakié, le Krak des Chevaliers, Alep et Homs[1].
- Assassinat de Roupen II, seigneur arménien des Montagnes, par son oncle Mleh, soutenu par Nur ad-Din[2].
- mort de Hugues d'Ibelin, seigneur de Rama et d'Ibelin. Son frère Baudouin, seigneur de Mirabel, lui succède et cède Mirabel à leur autre frère Balian.